# Благочестивые стервы
«Благочести́вые сте́рвы» (англ. Good Christian Belles, GCB) — американский телесериал в жанре комедия-драма, созданный и адаптированный Робертом Харлингом и произведённый при участии Даррена Стара. Проект основан на книге Ким Гатлин «Хорошие христианские стервы». Премьера сериала состоялась в воскресенье, 4 марта 2012 года, а финал был показан 6 мая 2012 года. 11 мая 2012 года ABC закрыл сериал после одного сезона.
В центре сюжета Аманда Вон, бывшая «Королева средней школы», в настоящее время вдова средних лет с двумя детьми, которая возвращается в Хайланд Парк, пригород Далласа, где выросла. Будучи богатой, Аманда теряет все, когда её муж был уличён в краже денег своих инвесторов и погиб в автокатастрофе. В главных ролях задействованы Лесли Бибб, Кристин Ченовет, Дженнифер Аспен, Мириам Шор, Марисоль Николс а также Энни Поттс в роли Гиги Стоппер, матери Аманды.

## Сюжет
Аманда Вон (Лесли Бибб), бывшая стервозная «Королева средней школы», которая в настоящее время в качестве вдовы возвращается в Даллас, где она выросла. В городе живут её бывшие одноклассницы, над которыми она издевалась: бывший «Гадкий утёнок» а ныне королева Далласа и «Клуба GCB», примерная христианка Карлин Кокберн (Кристин Ченовет); школьная «Королева Красоты» а в настоящее время располневшая домохозяйка Шарон Пичем (Дженнифер Аспен), которая всю жизнь бегает на побегушках у Карлин; гламурная королева сплетен Крикет Карут-Райли (Мириам Шор), чей муж Блейк, на самом деле гомосексуал, и Хизер Крус (Марисоль Николс), успешный агент по недвижимости в Далласе.
Аманда с детьми поселяется у своей матери Гиги Стоппер (Энни Поттс), жизнерадостной женщины за пятьдесят, которая до сих пор ведет себя как двадцатилетняя. Аманда уже не та, какой была двадцать лет назад когда жила в Далласе, однако её бывшие одноклассницы ведут себя загадочно: на вид приветствуют с распростертыми объятиями или же пытаются отомстить? В этом городе все не без греха и Аманда и её дети-подростки это скоро поймут.

## В ролях

### Главные персонажи
- Лесли Бибб — Аманда Вон
- Кристин Ченовет — Карлин Кокберн
- Энни Поттс — Джи Джи Стоппер
- Дженнифер Аспен — Шарон Пичем
- Мириам Шор — Крикет Карут-Райли
- Марисоль Николс — Хизер Крус
- Брэд Бейер — Зак Пичем
- Марк Дэклин — Блейк Рейли
- Дэвид Джеймс Эллиотт — Рипп Кокберн

### Второстепенные персонажи
- Эрик Уинтер — Люк, брат Карлин[6]
- Тайлер Джейкоб Мур — пастор Джон Тюдор
- Лора Ирион — Лора Вон
- Колтон Ширс — Уилл Вон
- Аликс Элизабет Гиттер — Александра Кертч-Рейли
- Маккензи Уодделл — Маккерзи Пичам

### Приглашённые звёзды
- Брюс Бокслейтнер — Берл Лорд
- Донна Миллз — Битси Лорд
- Том Эверетт Скотт — Эндрю Ремингтон[7]
- Кевин Алехандро — Дэнни[8]
- Грант Боулер — Мейсон Мэйсси[8]
- Грег Вон — Билл Вон
- Шерил Кроу — в роли себя
- Сандра Бернхард — Дебби Горовиц

## Эпизоды
| №  | Название                                              | Режиссёр                        | Автор сценария                    | Дата премьеры  | Зрители в США (млн) |
| -- | ----------------------------------------------------- | ------------------------------- | --------------------------------- | -------------- | ------------------- |
| 1  | «Pilot» «Пилотный эпизод»                             | Алан Пол                        | Роберт Харлинг                    | 4 марта 2012   | 7,56                |
| 2  | «Hell Hath No Fury» «В аду нет гнева»                 | Виктор Нелли                    | Роберт Харлинг                    | 11 марта 2012  | 7,25                |
| 3  | «Love is Patient» «Любовь нужно лечить»               | Ларри Шоу и Виктор Нилл-младший | Гретхен Дж. Берг и Аарон Харбертс | 18 марта 2012  | 6,07                |
| 4  | «A Wolf in Sheep’s Clothing» «Волк в овечьей шкуре»   | Бетани Руни                     | Генри Алонсо Майерс               | 25 марта 2012  | 6,33                |
| 5  | «Forbidden Fruit» «Запретный плод»                    | Рэнди Зиск                      | Лори МакКарти                     | 1 апреля 2012  | 5,63                |
| 6  | «Turn the Other Cheek» «Подставить другую щеку»       | Джеймс Хейман                   | Вероника Бекер                    | 8 апреля 2012  | 5,25                |
| 7  | «Sex is Divine» «Секс является Божественным»          | Джон Скотт                      | Джордон Нардино                   | 8 апреля 2012  | 5,22                |
| 8  | «Pride Comes Before a Fall» «Гордость перед падением» | Мэтт Шакман                     | Роберт Саддаф                     | 15 апреля 2012 | 4,43                |
| 9  | «Adam & Eve's Rib» «Адам и Ева и ребро»               | Виктор Нилл-младший             | Генри Алонсо Майерс               | 29 апреля 2012 | 5,52                |
| 10 | «Revelation» «Откровение»                             | Пол Холахан                     | Роберт Харлинг                    | 6 мая 2012     | 5,56                |

## Разработка и производство
Дженнифер Аспен стала первой актрисой, утверждённой на роль, в феврале 2011 года. 1 марта 2011 было объявлено, что Лесли Бибб получает роль Аманды в пилоте. Энни Поттс также присоединилась к шоу как Гиги, властная мать Аманды. Ради роли Поттс отказалась от участия в трех других теле проектах. 4 марта в основной актёрский состав вошла Мириам Шор, а 10 марта Марисоль Николс. Кристин Ченовет стала последней актрисой, утверждённой на роль в пилоте 14 марта.
13 мая ABC утвердил пилот, и заказал съемки первого сезона.
Премьера состоялась на телеканале ABC 4 марта 2012 года в качестве замены в середине сезона. В первом сезоне запланировано 10 эпизодов.

### Скандал с названием
ABC была подвергнута жесткой критике со стороны христианских людей и организаций, которые посчитали название «Хорошие христианские суки» оскорбительным к христианству, а также некоторые, в особенности феминистические организации, посчитали слишком спорным использовать слово «сука» в названии говоря о женщинах. ABC в конечном итоге изменила название с «Good Christian Bitches» на «Good Christian Belles», а позже и вовсе сократила до «GCB».